# Ricard Suñé i Álvarez
Ricard Suñé i Álvarez (Barcelona, 1913 - Barcelona, 1952) va ser un periodista català.
Va estudiar dibuix i fotografia amb el seu oncle, Samuel Suñé i Farando. Abans de la Guerra Civil Espanyola militava en el carlisme, i com a periodista s'especialitzà en periodisme de successos. Fou redactor d'El Correo Catalán, on començà a escriure durant els anys de la dictadura de Primo de Rivera, publicant articles i reportatges, i fins al 18 de juliol de 1936. Més endavant, publicà en dos volums, els anys 1943 i 1944, una sèrie d'articles titulats Estampas populares, en els quals introduïa frases en català en una època en què aquesta llengua era totalment bandejada de la premsa. D'aquests articles n'arribà a publicar més de mil. Publicà també Albert Llanas, el Quevedo catalán (1946) i Nueva crónica de Barcelona (1945-46), aplec de dades històriques sobre els carrers de Barcelona, que restà interrompuda. Suñer va morir atropellat per un tramvia a la Ronda de Sant Pau, mentre s' acomiadava d'una persona que era en un balcó, després de baixar d'un taxi. El 1952 l'Ajuntament de Barcelona li concedí el títol de cronista oficial de la ciutat de Barcelona.